# Костюк Степан Володимирович
Костюк Степан Володимирович (нар. 25 вересня 1958, с. Гермаківка, нині Україна) — український музейник, краєзнавець, літератор, редактор. Член Національної спілки краєзнавців України (1991), почесний член[джерело?] Наукового товариства імені Шевченка (1994), Національної спілки журналістів України[джерело?].

## Життєпис
Степан Костюк народився 25 вересня 1958 у селі Гермаківка, нині Іване-Пустенської громади Чортківського району Тернопільської области України.
Закінчив філологічний факультет Чернівецького університету (1984). Працював завідувачем відділу районної газети «Радянська Верховина» (1984—1986, м. Вижниця Чернівецької області), кореспондентом (перекладачем) обласної молодіжної газети «Ровесник» (1986, м. Тернопіль), старшим науковим співробітником науково-методичного відділу по створенню громадських музеїв (1986—2005), директором (2005—2021) Тернопільського обласного краєзнавчого музею, головним редактором науково-краєзнавчого журналу «Джерело», літературним редактором інформаційно-методичного вісника «Рада» Тернопільської обласної ради (2003—2005), від 2007 — викладач Відкритого міжнародного університету розвитку людини «Україна».
Голова Тернопільської обласної організації Національної спілки краєзнавців України (2008—2024).

## Доробок
Займається вивченням історичного та літературного краєзнавства, зокрема досліджує тему «Козацькі мотиви у творчості українських письменників».
Автор багатьох краєзнавчих публікацій у наукових збірниках та періодиці, збірки малої прози «Чорне сонце» (2004), бібліографічно-каталожного покажчика «Фонд Леопольда Левицького у Тернопільському обласному краєзнавчому музеї» (2006).